# Café Passé
Café Passé ist das 1981 erschienene zweite Musikalbum der österreichischen Pop-Rock-Band Erste Allgemeine Verunsicherung.

## Hintergrund
Das Album wurde im August und September 1980 im Magic-Sound-Studio in Graz aufgenommen und abgemischt. 1981 bekam das Album den deutschen Schallplattenkritikerpreis. Ein Auszug aus der Begründung der Jury:

„Im vergangenen Jahrzehnt entstanden Politrockgruppen en másse. Von diesen unterscheidet sich das Wiener Rock-Cabarett ‘Erste Allgemeine Verunsicherung’ in seinem zweiten Programm ‘Café Passé’ dadurch, daß den witzigen Texten und der rockigen Musik gleiches Gewicht zukommt. Dem anarchischen Gestus der spöttischen Hiebe, die die sechs Mann nach allen Seiten verteilen.“

Für Cover und Design des Albums wird Frieder Grindler angegeben, für Grafik Thomas Spitzer. Das Albumcover zeigt sechs Bandmitglieder – von links nach rechts – in der oberen Reihe: Walter Hammerl, Anders Stenmo, Nino Holm, Thomas Spitzer; in der zweiten, unteren Reihe: Marina Tatic, Eik Breit. Das Cover des Albums stammt aus Promofotos der Band, die vermutlich 1978 entstanden sind und von Thomas Drasdauskes gemacht wurden. So lässt es sich erklären, dass Marina Tatic zwar auf dem Cover vertreten, bei den Aufnahmen von Café Passé aber bereits nicht mehr in der Band war. Die Bühnenbildnerin der Band verließ die Gruppe spätestens 1979. Für den noch vor Fertigstellung des Albums verstorbenen Walter Hammerl kam Klaus Eberhartinger zur Band. Hauptsänger ist Gert Steinbäcker, welcher Knickerbocker Rock, Oh, nur Du, Aberakadabera, Woodstock und Vienna sowie die zweite Strophe von Alpen-Punk singt. Hammerl sang vor seinem Tod noch einige Lieder ein, so ist seine Stimme in Sohn, wo bist Du? und Wir marschieren sowie anfangs in Alpen-Punk zu hören. Diese Lieder wurden während der Tour mit Eberhartinger als Sänger aufgeführt. Bassist Eik Breit singt Im Sommer 53 und Rasta Disasta Reggae.
Café Passé erschien als LP 1981 und ist seitdem nur noch als Gebrauchtware im Second-Hand-Handel erhältlich. 1992 erschien in (laut Coverangabe) „limitierter“ Auflage eine Pressung auf CD, jedoch ist diese bis heute weiterhin lieferbar.
Alle Texte dieses Albums wurden von Thomas Spitzer geschrieben, die Musik größtenteils ebenfalls, Ausnahmen sind auf diesem Tonträger Aberakadabera (Gert Steinbäcker), Vienna (Spitzer/Steinbäcker), und Oh, nur Du (Text und Musik EAV/Buck/Rant). Café Passé enthält u. a. das militärkritische Lied Wir marschieren.
Aus dem Album wurden als Singles die Titel Alpenpunk und „Oh, nur Du“ ausgekoppelt (beide erschienen 1981). Kommerziell erfolgreich waren diese noch nicht, doch konnte die Band dadurch ihren Bekanntheitsgrad überregional auch ins angrenzende Ausland steigern, nicht zuletzt durch die etwa 300 Live-Auftritte der Tour von 1980 bis 1982.

## Titel
1. Sohn, wo bist Du?
2. Im Café Passé (1)
3. Im Sommer 53
4. Knickerbocker Rock
5. Oh, nur Du (Single)
6. Im Café Passé (2)
7. Aberakadabera
8. Woodstock
9. Im Café Passé (3)
10. Wir marschieren
11. Alpen-Punk
12. Im Café Passé (4)
13. Rasta Disasta Reggae
14. Im Café Passé (5)
15. Vienna
16. Wien, Wien, nur Du allein